# Rhodochlora niepelti
Rhodochlora niepelti es una especie de polilla de la familia Geometridae. La especie fue descrita por primera vez por Louis Beethoven Prout habiendo sido descrita en 1932, con distribución en Colombia. El holotipo de la especie fue descrita en los alrededores del Río Micay.